# Oestricher Burgberg

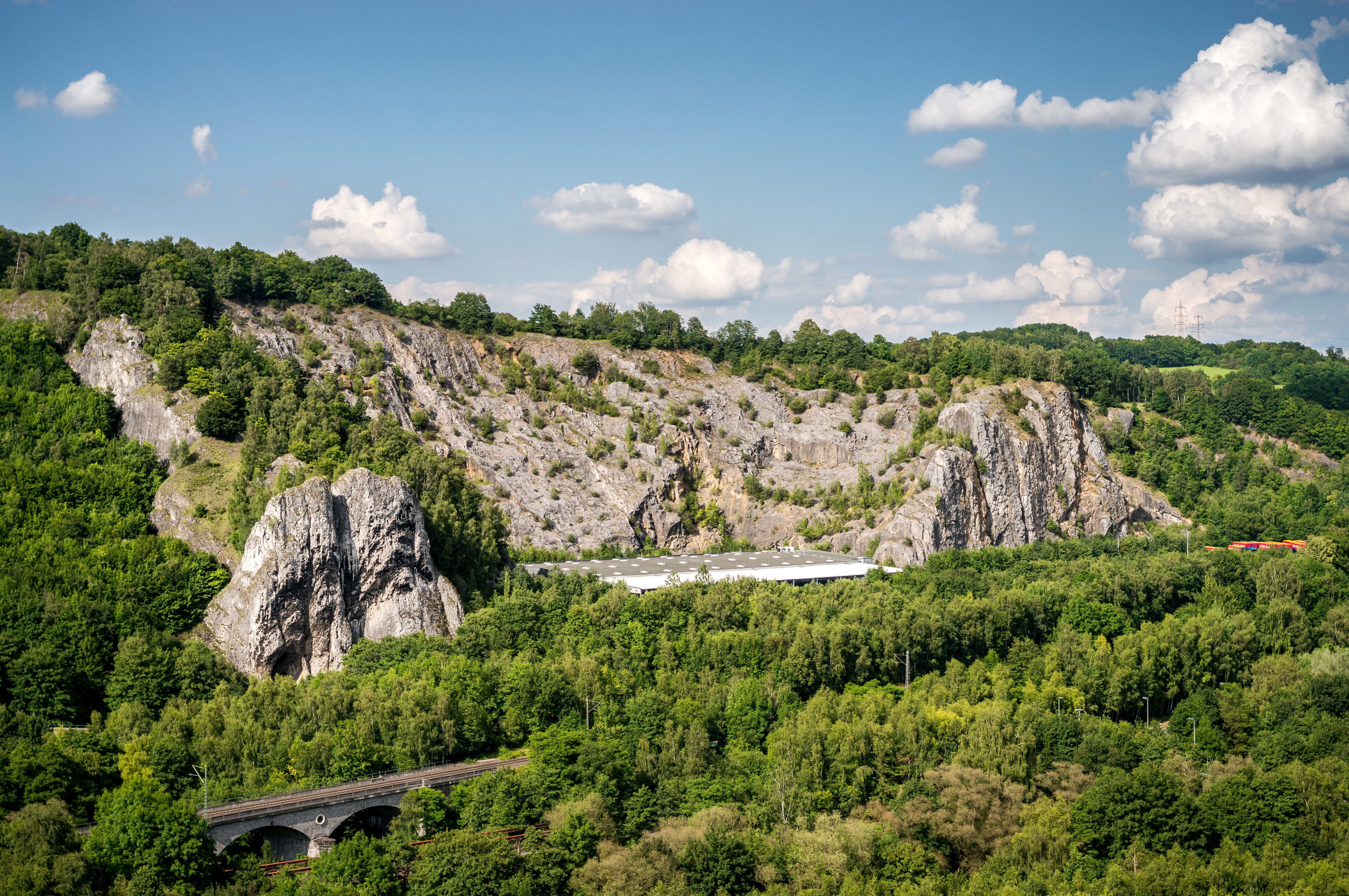
Naturschutzgebiet Burgberg

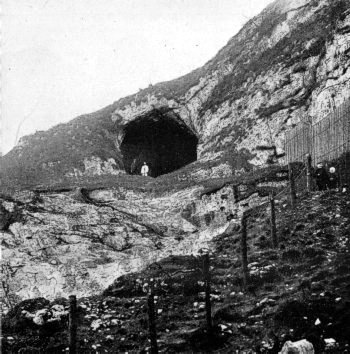
Ehemalige Martinshöhle am Burgberg um 1900

Der Oestricher Burgberg ist eine Anhöhe an der Lenne bei Oestrich, einem Stadtteil von Iserlohn. 
Prägnant ist die Formation Pater und Nonne mit der Grürmannshöhle. Der Berg besteht aus Massenkalk, der im Tagebau gebrochen wird. 
Auf der Kuppe befand sich die Oestricher Burg. 
Arbeiter fanden am Fuße des Berges 1928 zwei germanische Schmuckstücke aus Gold aus dem 4. Jahrhundert.
Der Burgberg wurde 1997 mit dem Landschaftsplan Nr. 4 „Iserlohn“ durch den Märkischen Kreis als Naturschutzgebiet Burgberg mit einer Größe von 41,5 ha ausgewiesen. Das Naturschutzgebiet besteht aus zwei Teilflächen, die westlich und östlich der Bundesstraße 236 liegen.
Auf den Kalkhalbtrockenrasenflächen an den Rändern des östlichen Steinbruches wurde die Bienen-Ragwurz nachgewiesen. Auf diesen Flächen im Naturschutzgebiet lebt auch der stark gefährdete Zwerg-Bläuling, der im Nordwestsauerland nur hier anzutreffen ist. 1992 konnte nach 24 Jahren auch wieder das auf der Roten Liste stehende Purpurwidderchen nachgewiesen werden.